# ТМ-73
ТМ-73 — советская противотанковая мина, созданная на основе реактивной противотанковой гранаты РПГ-18 «Муха». Предназначена для выведения из строя танков и другой тяжелой бронетехники противника.

## Конструкция и комплектность
Состоит из:
1. Реактивной противотанковой гранаты РПГ-18 «Муха»
2. Взрывателя обрывного действия МВЭ-72 с пусковым устройством
3. Комплектa установки и закрепления мины на местности

Мина устанавливается вручную перпендикулярно предполагаемому маршруту движения бронетехники противника и маскируется на местности. Оптимальная высота установки 37 см. Шнур обрывного датчика цели натягивается поперек предполагаемого движения цели на высоте 0,8-1,2 метра. На пусковом устройстве фиксируется накольный механизм взрывателя МВЭ-72.
При обрыве движущейся бронетехникой привода датчика цели, взрыватель МВЭ-72 выдаёт сигнал на свой накольный механизм, воспламеняет капсюль пускового устройства, которое инициирует запуск  гранаты РПГ-18.

## Тактико-технические характеристики
Масса, кг:
общая — 8,0
реактивной противотанковой гранаты РПГ-18 «Муха» — 2,6
заряда ВВ (окфол) кумулятивной части гранаты — 0,3
Габаритные размеры в боевом положении, мм:
длина — 1090
ширина — 290
высота — 370
Рабочая длина провода, м — 15
Время предохранения, с — 50-180
Время боевой работы, сутки — 30
Температурный диапазон применения — от -40 до +50 C